# Brevik
Brevik est une ville portuaire et ancienne kommune de Norvège, aujourd'hui rattachée, avec Eidanger, à la municipalité de Porsgrunn.

## Statue du roi Chulalongkorn
En 1907, le roi Chulalongkorn de Thaïlande visita Brevik. En 2010, un mémorial lui a été dévoilé à Brevik ; le mémorial est une statue payée par l'État thaïlandais.

## Pont remarquable

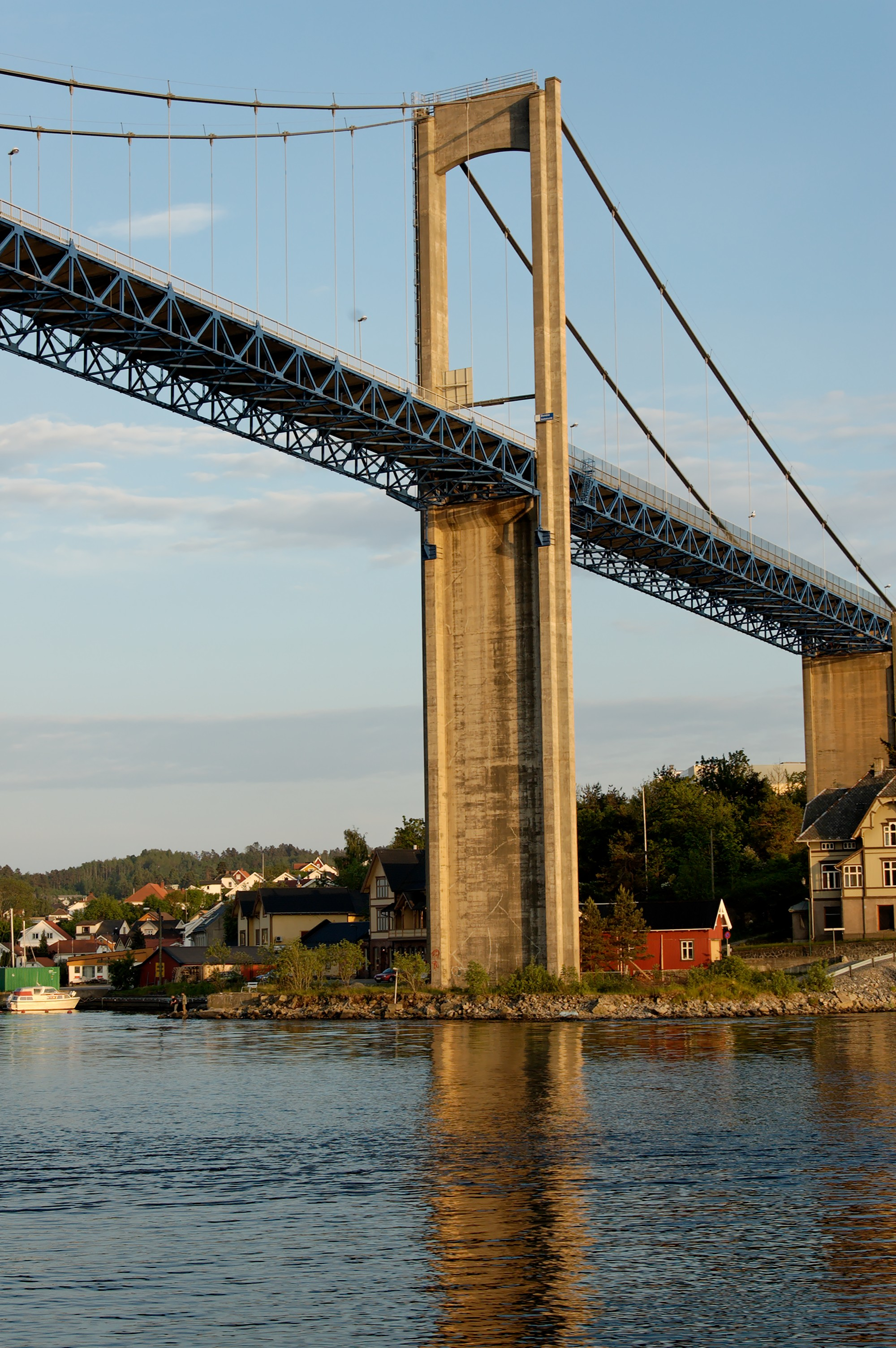
Le pont

La ville dispose d'un pont suspendu, d'une portée de 272 mètres, au tablier treillis acier et aux pylônes de béton, construit en 1962.